# Levitskij - Marshall
Levitsky - Marshall è una famosa partita a scacchi giocata tra Stepan Levitskij e Frank Marshall il 20 luglio 1912 a Breslavia, nel corso del torneo magistrale del 18º congresso scacchistico DSB. La partita è nota anche come "una pioggia di monete d'oro", perché leggenda vuole che dopo la spettacolare ultima mossa di Marshall l'abbandono di Levitsky sia stato accompagnato da una lancio di monete d'oro sulla scacchiera da parte degli spettatori entusiasti. Malgrado lo stesso Marshall l'abbia confermato, la forma letterale dell'evento appare improbabile e restano diverse testimonianze contrarie, compresa quella indiretta della moglie. Sembra piuttosto possibile si sia trattato di un premio consegnato nelle mani del giocatore, con monete che ai tempi erano almeno parzialmente coniate in oro.

## La partita
Stepan Levitskij - Frank Marshall (Difesa francese, ECO C10, o Difesa siciliana, ECO B23 )
Marshall sceglie una variante minore della difesa francese a lui intitolata, che dopo uno scambio dei pedoni centrali porta a una posizione cui si arriva anche dalla variante chiusa della difesa siciliana. Attualmente non è giocata perché linee migliori di quella scelta in questa partita dal bianco (es. 4.exd5 exd5 5.Ab5+) pongono presto il nero in una certa inferiorità posizionale.
Levitskji compie delle mosse non del tutto corrette, cui segue un grave errore. Contando probabilmente di poter recuperare subito un pezzo perso tramite una minaccia alla regina nera, permette in realtà a Marshall di giocare una mossa davvero spettacolare. Il nero pone infatti la propria regina sotto la potenziale presa di tre pezzi bianchi diversi, ma lo scacco matto o un vantaggio incolmabile per il nero è inevitabile in tutte le varianti entro poche mosse.
1. d4 e6 2. e4 d5 3. Cc3 c5 4. Cf3 Cc6 5. exd5 exd5 6. Ae2 Cf6 7. 0-0 Ae7 8. Ag5
Il bianco vuol far muovere l'alfiere con la presa successiva in c5
8... 0-0 9. dxc5 Ae6 10. Cd4 Axc5 11. Cxe6?
Mossa criticabile, in quanto lo scambio del cavallo per l'alfiere apre una colonna per la torre nera e fornisce al nero un forte centro di pedoni
11... fxe6 12. Ag4 Dd6 13. Ah3 Tae8 14. Dd2 Ab4
Il nero blocca così il cavallo
15. Axf6 Txf6 16. Tad1?
Perdita di tempo che permette al nero di accentuare la minaccia su c3. Il bianco si rende probabilmente conto che la minaccia dell'avanzata dei pedoni del centro nero si sta concretizzando e vuole tenere d'occhio d4
16... Dc5 17. De2
Levitskij, temendo che uno scambio su c3 porti a un finale di torri per lui perso, causa il pedone doppiato sulla colonna c, decide di liberare la donna e cercare un gioco più attivo, calcolando di riguadagnare subito il pedone che va a perdere
17... Axc3 18. bxc3 Dxc3 19. Txd5
Mossa che giustifica la precedente De2. Ovviamente il nero non può giocare 19... exd5 causa il matto in poche mosse: 20.Qxe8+ Rf8 21.Be6+ Kh8 22.Qxf8#
19... Cd4 20. Dh5?!
Una scelta migliore sarebbe stata 20.De4 Tf4 21.De5 h6
20... Tef8
Marshall annusa le possibilità di attacco diretto al Re avversario insite nella posizione e raddoppia le torri sulla colonna aperta. Oltre a rendere possibile la presa della torre exd5, vi è la minaccia 21... Txf2, visto che a 22.Txf2?? seguirebbe 22...De1+ 23.Tf1 Dxf1#
21. Te5
Levitskij mette in salvo la torre difendendo e1. In realtà ciò non salva da 21... Txf2, perché 22.Txf2 resta impossibile causa 22...Da1+, ma Marshall ha ben altro in mente rispetto al guadagno immediato del pedone
21... Th6 22. Dg5??
Errore palese. Forse Levitskij ha malamente calcolato di riprendere subito la torre, o di rimanere con la regina contro due torri, con la mossa che segue la presa dell'alfiere, resa possibile dalla minaccia della forchetta del cavallo in f3. Non ha però intravisto la soluzione spettacolare già calcolata da Marshall
22... Txh3! 23. Tc5, Dg3!!
Considerata da alcuni una delle mosse più spettacolari di tutti i tempi, in quanto mette la regina nera sotto la potenziale presa della regina bianca e di due pedoni. Tutte le possibili mosse del bianco si risolvono con il vantaggio decisivo del pezzo per il nero (con la presa Dxg3, che permette lo scacco del cavallo in e2) o un matto in poche mosse:
- qualsiasi mossa della torre in f1 perde causa 24...Dxh2+ 25.Rf1 Dh1# ;
- 24.f4 (o 24.f3) Ce2+ 25.Rh1 Dxh2# ;
- 24.hxg3 Ce2# ;
- 24.fxg3 Ce2+ 25.Rh1 Txf1#;
- 24.Dxg3 Ce2+ 25.Rh1 Cxg3+ 26.Rg1 (se 26.fxg3 Txf1#) Cxf1 27.gxh3 Cd2 e il nero vince facilmente grazie al pezzo in più

0–1
Levitskij abbandona immediatamente.